# 惡狼特工
《惡狼特工》（英語：Wolfs）是一部2024年美國動作喜劇片，由強·華茲編劇兼執導，喬治·克隆尼和布萊德·彼特領銜主演及製片，劇情講述兩名喬事專家發現自己被雇來從事同一份工作，導致兩人被迫合作。《惡狼特工》2024年9月20日在美國有限上映，2024年9月27日在Apple TV+全球上線，其觀看數打破Apple TV+的紀錄。

## 劇情
曼哈頓地方檢察官瑪格麗特在一間酒店內的酒吧結識一名年輕小夥子，但對方在兩人開的飯店房間內身亡，讓她感到驚慌失措。瑪格麗特撥打了專門為應對此類緊急情況而提供的電話號碼，一名喬事專家前來幫助她，處理那位在床上跳躍時不慎撞上飲料餐車的少年。未料，飯店的神秘老闆「潘」潘蜜拉·多德-亨利透過隱藏的攝影機看到了一切，派來了另一名喬事人。為了保護酒店的聲譽和瑪格麗特的事業，潘與瑪格麗特敦促兩名喬事人合作。
兩名喬事人最初拒絕，但瑪格麗特告知自己的喬事人，已出現在監視器的錄影中，且提醒他：「你接下一份工作，代表作出承諾，承諾就是衡量一個人的標準。」兩名喬事人被迫合作，為瑪格麗特提供了不在場證明，給她換了衣服，然後送她回家。他們在孩子的包包裡發現了大量毒品，潘命令他們將其歸還給原來的主人，以避免進一步的麻煩。瑪格麗特的人將屍體運到自己的車上，但發現少年還活著，只是吸毒過量。喬事人將少年打昏並將其放入後備箱，懷疑這些毒品屬於最近從阿爾巴尼亞黑手黨偷走的一批貨物。
他們將少年帶給共同的舊識兼地下醫學專家瓊，以接受治療，但少年在清醒後逃脫至街上，兩名喬事人追趕在後。他們逮住少年後，將對方帶到一間汽車旅館審問。少年解釋，自己幫朋友迪亞哥運毒品，途中被瑪格麗特邀請開房，但自己一時興起嘗試了這些毒品。送貨地點將發送到迪亞哥在俱樂部的傳呼機，等待少年領取。在俱樂部中，少年搶走了傳呼機但被趕了出去，克羅埃西亞黑幫狄米崔認出了兩名喬事人。兩名喬事人上演了一場戲，來讓狄米崔相信彼此並未合作，免得對方懷疑他們私下串通得利。狄米崔放他們離開，但他的保鑣意識到了真相。喬事人推斷出迪亞哥的雇主——毒梟拉格朗日很可能偷了阿爾巴尼亞人的貨物，少年正在被陷害。喬事人推斷少年將被滅口，但仍同意讓他送貨。
來到交貨地點後，兩名喬事人目送少年進入拉格朗日的倉庫，阿爾巴尼亞人很快就伏擊了倉庫。隨後，喬事人遭到了迪米特里的保鑣伏擊，直到兩人反殺了對方。兩人進入了倉庫，發現拉格朗日的手下和阿爾巴尼亞人互相殘殺但彼此最終全滅。少年躲在汽車後備箱裡倖存下來，兩名喬事人都準備殺死他，以掩蓋他們參與此事的痕跡，但在最後一刻改變了主意。他們陪少年搭地鐵回家，威脅少年的父親對整個事件保密。
兩名喬事人在布萊頓海灘的一家小餐館吃早餐時，潘的人說出了「承諾衡量一個人的標準」的全文，瑪格麗特的人察覺彼此的秘密上司是同一人，他們揭開了當晚發生的事件，並得出結論：上司精心策劃了一切，他們注定要被淘汰而揹上黑鍋，並在倉庫內被滅口。此時，一批殺手在餐館外等候，喬事人開槍反擊前約好，如能倖存便交換此彼此的名字。

## 演員
- 喬治·克隆尼飾演瑪格麗特的人（Margaret's Man）
- 布萊德·彼特飾演潘的人（Pam's Man）
- 艾美·萊恩飾演瑪格麗特（Margaret）
- 奥斯汀·艾布拉姆斯飾演少年（Kid）
- 普爾娜·雅格娜森飾演瓊（June）
- 扎特科·巴瑞克（英语：Zlatko Burić）飾演狄米崔（Dimitri）
- 理查·坎德飾演少年之父
- 法蘭絲·麥杜雯聲演潘蜜拉·多德-亨利（Pamela Dowd-Henry）

## 製作
據2021年9月的報導，強·華茲將自編自導一部未定名的驚悚片，喬治·克隆尼和布萊德·彼特領銜主演兼製片。Apple TV+在贏得製片商競購戰後獲得了該片的版權。2023年1月在紐約市開始製作，艾美·萊恩簽約參演。拉金·塞普勒被聘來擔任攝影指導，此時的片名為《狼性修理工》（Wolves）。2月，奥斯汀·艾布拉姆斯和普爾娜·雅格娜森加入演出陣容。
電影2023年1月上旬在紐約市展開主要拍攝。克隆尼與彼特被外界拍到在哈林區和唐人街拍片。拍攝受到2023年SAG-AFTRA大罷工影響而曾於7月暫停。
據報導克隆尼和彼特因參與本片而各獲得3500萬美元的酬勞，而導演華茲則獲得了1500萬美元。克隆尼否認了這一說法：「實際數字比報導的少了數百萬美元。我這麼說只是因為私認為，如果這就是人們認為的行情價，這對我們的行業並非有益」。

## 發行
繼《拿破崙》（2023年）合作之後，蘋果公司與索尼影視發行再度簽約，以安排在院線發行本片。電影2024年9月20日在美國上映。2024年8月，蘋果宣布決定將本片的院線上映日不變，但從廣泛發行改為有限上映；此外，院線上映的七天後，即9月27日在Apple TV+上線。克隆尼說，自己和彼特將部分工資換取保留有限上映。
本片2024年9月1日在第81屆威尼斯影展上進行非競賽首映。華茲因感染COVID-19而缺席活動。

## 反響
本片在爛番茄網站上根據175名影評人的評分，新鮮度達66%，平均得分6／10。該網站的共識影評：「《惡狼特工》即使在喬事專家題材上老調重彈，但喬治·克隆尼及布萊德·彼特的專業明星力量撐起了全片的活力，打造出令人愉悅且圓滑的復古風之作。」在Metacritic網站上，電影根據51名影評人的評分，取得60分（滿分100），象徵「好壞參半的評價」。

## 取消續集
在電影上映前一個月，據證實續集已投入開發中，華茲、克隆尼和彼特有望回歸。2024年11月，蘋果決定不再開發續集。不久後，華茲宣布，因不滿對蘋果將《惡狼特工》轉向串流媒體，且自己僅在發行的前一週才被告知，他個人決定不再繼續製作續集。

## 外部連結
- 互联网电影数据库（IMDb）上《惡狼特工》的资料（英文）

Template:Navbox